# Karolina Gočeva
Karolina Gočeva (makedonsky Каролина Гочева [karɔˈlina ˈɡɔtʃɛva]; * 28. dubna 1980 Bitola, Jugoslávie, dnes Severní Makedonie) nebo jen Karolina makedonsky Каролина je severomakedonská zpěvačka.
Dvakrát reprezentovala Severní Makedonii na Eurovision Song Contest. V roce 2002 se umístila na 19. místě a v roce 2007 na 14. místě.

## Biografie

### 1990–1999: Začátky
Karolina Gočeva se narodila 28. dubna 1980 ve městě Bitola v dnešní Severní Makedonii. První úspěch zaznamenala již ve věku 10 let, kdy vystoupila na dětském festivale Si-Do ve městě Bitola a na každoročním festivale Makfest ve Štipu s písní „Mamo, pušti me“ (Mami, nech mě jít).
Zpočátku se účastnila národních festivalů podporujících mladé talenty. Stala se pravidelným účastníkem festivalu SkopjeFest, kde debutovala v roce 1994. Tehdy vystoupila s písní „Koj da ti kaže“. V následujících letech se úspěšně účastnila zejména SkopjeFestu, kde se vybírala makedonská píseň pro Eurovision Song Contest. V roce 1996 Karolina soutěžila s písní „Ma, ajde kaži mi“ a dosáhla 9. místa. V roce 1998 se zúčastnila s písní „Ukradeni noќi“ (Ukradené noci), kdy byla mnohem úspěšnější a dosáhla 4. místa s 10 454 hlasy.

### 2000–2002: Avalon Productions
V roce 2000 nastoupila k nahrávacímu vydavatelství Avalon Productions, kde vydala své debutové album Jas imam pesna (Mám píseň). Vydala několik singlů ze svého debutového alba, a to včetně „Sakaj me“ (Miluj mě), „Bez ogled na se“ (Bez ohledu na to, co) a „Nemir“ (Neklidný). Ten zpívala v duetu s Tošem Proeskim. S vydaným debutovým albem se zúčastnila makedonského výběru pro Eurovision Song Contest. Karolina skoro vyhrála a umístila se na 2. místě s písní „Za nas“ (Pro nás) od Darka Dimitrova s 916 body.
V roce 2002 vydala Karolina své druhé album Zošto sonot ima kraj (Proč sen má konec). Získala si větší popularitu v bývalé Jugoslávii i vystoupením na festivale Sunčane skale s písní „Kaži mi“ (Řekni mi).
V Makedonii vydala singly „Ti možeš“ (Mohl bys) a „Ke bide se vo red“ (Všechno bude v pořádku). Do alba zahrnula 3 anglické verze svých písní pojmenované „I'm looking for Jamaica“, „You could“ a „Tell me“.

### Eurovision Song Contest 2002
V roce 2002 se stala ještě úspěšnější, protože byla vyhlášena vítězkou soutěže SkopjeFest 2002 s písní „Od nas zavisi“ (Záleží to na nás), což jí umožnilo reprezentovat Severní Makedonii před evropským publikem. Na Eurovision Song Contest 2002 se umístila na 19. pozici. Také byla nominována na cenu Miss Eurovize 2002.

### 2003–2006
V březnu 2003 vydala své třetí album Znaeš kolku vredam (Ty víš, jakou mám cenu). Také vydala videoklipy k písním „Hipokrit“ (Pokrytec), „Ljubov pod oblacite“ (Láska pod oblaky) a „Sreščemo se opet“ (Opět se potkáme). Po roce 2003 se její kariéra přesunula také do Srbska, Černé Hory, Bosny a Hercegoviny, Chorvatska a Slovinska, kde jsou její CD také vydávány. Nahrála všechny své písně ze svého 3. alba v srbském jazyce, aby mohla oslovit širší trh v těchto oblastech. Její 1. srbskojazyčné album byla nazváno Kad zvezde nam se sklope...kao nekada (Když se hvězdy sbližují ... jako někdy předtím).
V roce 2005 se Karolina opět účastnila festivalu Sunčane skale ve městě Herceg Novi. Její píseň „Ruža Ružica“ (Červená růže) se stala okamžitě hitem a umístila se na čtvrtém místě. Také vydala novou píseň „Se lažam sebe“ (Lžu sama sobě), kterou napsala Kaliopi. Na konci roku 2005 vydala album Vo zaborav (V bezvědomí).

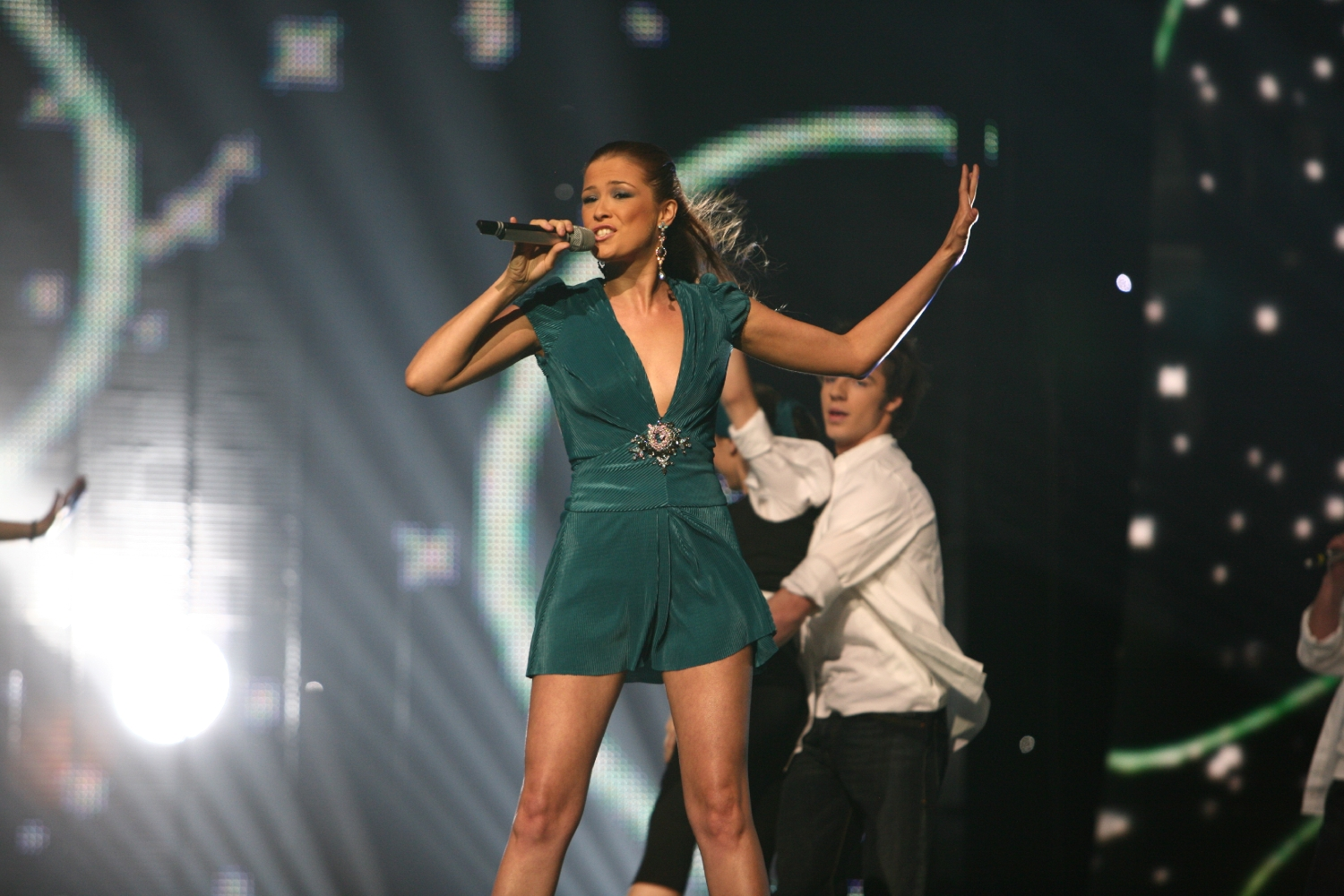
Karolina Gočeva reprezentuje Makedonii v Helsinkách na Eurovision Song Contest

### 2007–2008
Dne 15. prosince 2007 se zúčastnila festivalu Radijski s písní „Kad te nema“ a umístila se na 2. místě. Vyhrála cenu pro nejlepší kompozici. V červnu 2008 vydala své 5. album s názvem Makedonsko devojče. Toto CD bylo vyrobeno ve spolupráci se skladatelem Zlatkem Origanskim a je to zcela odlišné album. Všechny písně jsou ovlivněny tradiční místní hudbou a 1. singl „Ptico malečka“ se stal v Makedonii obrovským hitem.
Za rok 2008 bylo album Makedonsko devojče v Severní Makedonii nejlépe prodávaným albem roku. V prosinci roku 2008 bylo album prostřednictvím hudebního vydavatelstvím Records City vydáno v Srbsku a dalších zemích bývalé Jugoslávie.

### Eurovision Song Contest 2007
Karolina se v roce 2007 účastnila soutěže Skopje Fest, který také s písní „Mojot svet“ vyhrála. Píseň napsal Grigor Koprov a složil Ognen Nedelkovski.
Skopje Fest se konal 24. února 2007 ve Skopje, v budově Universal Hall. Získala celkem 144 bodů a maximální počet 12 bodů od každé hlasovací čtvrti, což jí obstaralo drtivé vítězství. Stala se tak 1. umělkyní, která reprezentovala svou zemi na Eurovision Song Contest již dvakrát. Aby se mohla účastnit finále, musela projít 1. semifinálovým kolem ve finských Helsinkách 10. května 2007, kdy vystupovala jako osmnáctá. Kvalifikovala se do finále a vystoupila 6. v pořadí 12. května 2007, kde se umístila na 14. místě v poli 24 soutěžících s bodovým ziskem 73 bodů.

### 2009–současnost
V roce 2009 oznámila spolupráci se známou srbskou R&B/hip hopovou hvězdou Wikluh Skyem. Její singl „Kraj“ byl na vrcholu mnoha žebříčků v Severní Makedonii a stejně tak i v ostatních bývalých republikách Jugoslávie. S písní „Kraj“ také vystoupila na slavnostním zahájení srbského Big Brothera.
Album, které bylo naplánováno k vydání brzy na jaře roku 2010 neslo stejný název jako první singl – Kraj. Druhý singl byl vydán v prosinci 2009, jen pár dní před Silvestrem.
Píseň nazvaná „Za Godina, Dve“ (v srbštině jako „Uspomene na tebe“) je silná balada o končícím vztahu. Píseň se stala hitem rádií v Severní Makedonii a byla zpropagován v show srbské televize Sve Za Ljubav a v semifinále soutěže VIP Brat Veliki. V roce 2013 vydala singl Čalgiska a v roce 2014 vydala singl Dve liri a zaroveň i album Makedonsko Devojče 2.